# Agrostis hyperborea
Agrostis hyperborea é uma espécie de gramínea do gênero Agrostis, pertencente à família Poaceae.